# Fotoreaktywacja
Fotoreaktywacja – jeden z mechanizmów naprawy DNA, w którym fotoliaza specyficznie reaguje z jedno- lub dwuniciowym fragmentem DNA, zawierającym fotodimery pirymidyn (tyminowe, cytozynowe i cytozynowo-tyminowe). Pod wpływem światła o długości fali 310-450 nm, następuje enzymatyczne rozszczepienie fotodimerów do monomerów i przywrócenie DNA do stanu pierwotnego. Mechanizm naprawy przez fotoreaktywację jest bezbłędny, nie prowadzi do mutacji.

Proces fotoreaktywacji zachodzi stale w komórkach narażonych na działanie promieni UV.
Fotoliaza odpowiedzialna za fotoreaktywację została wykryta u bakterii (m.in. Escherichia coli), grzybów, roślin i niektórych kręgowców (brak enzymu u człowieka i innych łożyskowców).